# Annette Funicello
Annette Joanne Funicello (Utica, 22 de outubro de 1942 — Bakersfield, 8 de abril de 2013) foi uma atriz e cantora estadunidense. Começou sua carreira profissional aos doze anos e ganhou destaque como uma das mosqueteiras no extinto The Mickey Mouse Club. Na adolescência, ela fez sucesso como cantora pop interpretando "Tall Paul" e "Pineaple Princess", além de iniciar carreira no cinema ao popularizar a música "Beach Party" ao lado de Frankie Avalon em meados dos anos 1960.
Em 1992, Funicello anunciou que ela havia sido diagnosticada com esclerose múltipla. Ela morreu aos 70 anos devido a complicações da doença.